# 瞿汝夔
瞿汝夔（？—？），字太素，南直隸蘇州府常熟縣人，明朝人物。

## 生平
禮部左侍郎瞿景淳次子。年輕時曾因與長兄瞿汝稷妻徐氏通姦而被逐出家門，乞食侯門。後成為耶穌會士利瑪竇最親近的中國友人之一，瞿汝夔跟利玛窦学习《同文算法》、《浑盖图说》、《欧几里得几何》，将《欧几里得几何》第一卷译成中文，並皈依天主教。

### 脚注
1. ↑  方豪《中国天主教史人物传》说“汝夔是汝说的从弟”，而艾儒略《大西西泰利先生传》、徐宗泽《中国天主教传教史概论》说“瞿太素，大宗伯文懿公长子”。
2. ↑  利瑪竇的《中國劄記》載：“在結識之初，翟太素並不泄露他的主要興趣是搞煉金術。有關神父們是用這種方法變出銀子來的謠言和信念仍在流傳著，但他們每天交往的結果倒使他放棄了這種邪術，而把他的天才用於嚴肅的和高尚的科學研究。他從研究算學開始，因洲人的算學要比中國的更簡單和更有條理。……他接著從事研習丁先生（Clavius，克拉維烏斯）的地球儀和歐幾里德的原理，即歐氏的第一書。……當他把這些注釋呈獻給他的有學識的官員朋友們時，他和他所歸功的老師都贏得普遍的、令人羨慕的聲譽。”

### 書目
- 錢謙益：《牧齋初學記》
- 黃一農：〈瞿太素其人其事考〉
- 黃一農：〈瞿汝夔（太素）家世與生平考〉。